# Tam Môn
Tam Môn (chữ Hán giản thể: 三門縣, chữ Hán giản thể: 三门县, âm Hán Việt: Tam Môn huyện) là một huyện thuộc địa cấp thị Thai Châu, tỉnh Chiết Giang, Cộng hòa Nhân dân Trung Hoa. Huyện Tam Môn có diện tích 1072 km², dân số 400.000 người. Mã số bưu chính của huyện này là 317100. Huyện Tam Môn được chia ra các đơn vị hành chính trực thuộc gồm 10 trấn và 4 hương. Các đơn vị này lại được chia thành 8 khu dân cư, 511 ủy ban thôn.
- Trấn: Hải Du, Sa Liễu, Châu 岙, Đình Bàng, Lục Ngao, Hoàng Độ, Kiện Khiêu, Lý Phổ, Hoa Kiều, Tiểu Hùng.
- Hương; Cao 枧, Duyên Xích, Tứ Lâm, Xà Bàn.